# Mont Pèlerin
Mont Pèlerin är en kulle i Schweiz. Den ligger i distriktet Riviera-Pays-d'Enhaut och kantonen Vaud, i den sydvästra delen av landet, 70 km sydväst om huvudstaden Bern. Toppen på Mont Pèlerin är 1 079 meter över havet.
Kullen är en känd kurort och har gett namn åt Mont Pelerin-sällskapet.